# Lindenstraße 10 (Gröbers)

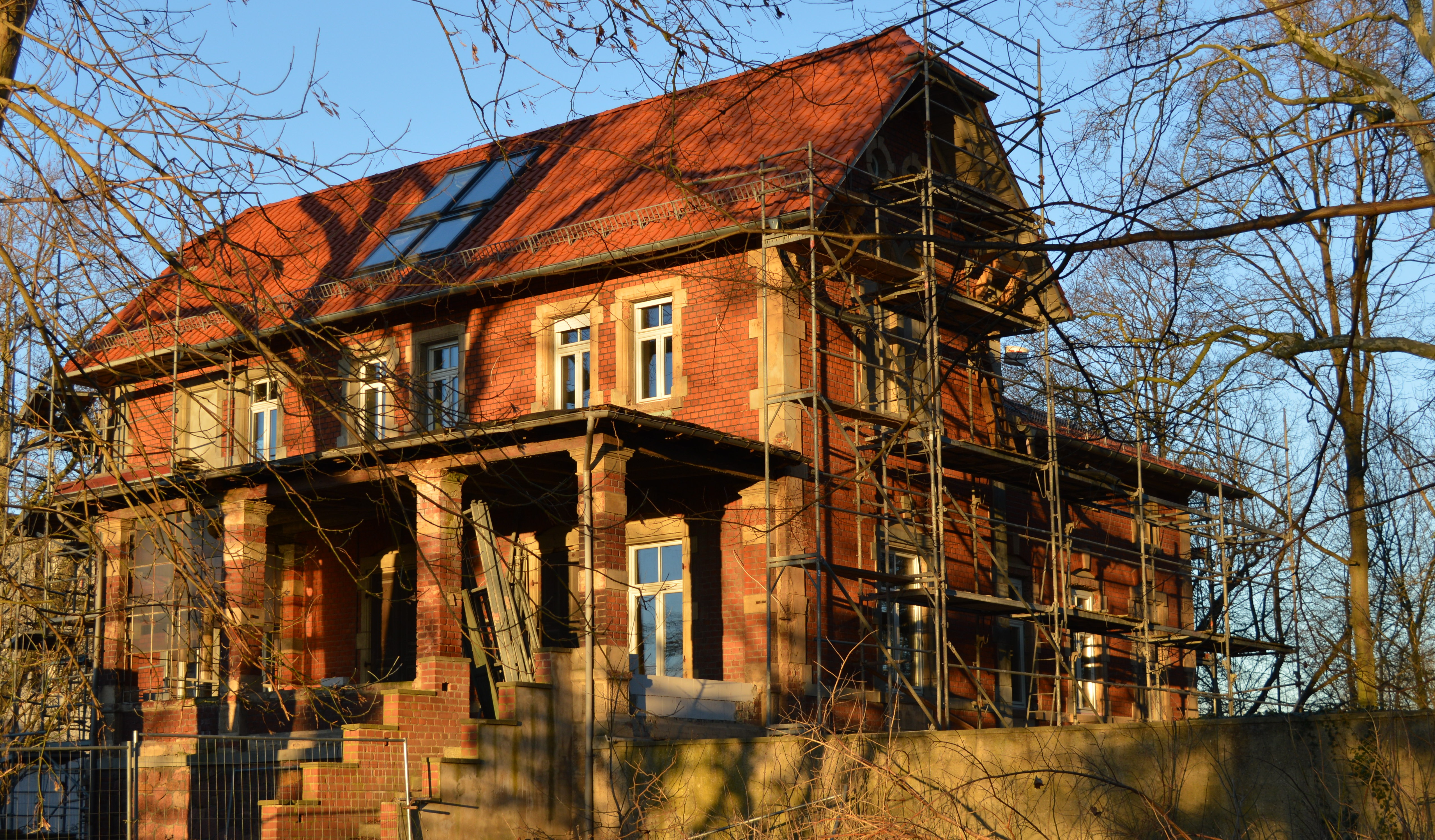
Villa Lindenstraße 10

Das Haus Lindenstraße 10 ist ein denkmalgeschütztes Gebäude im zur Gemeinde Kabelsketal gehörenden Ortsteil Schwoitsch in Sachsen-Anhalt.

## Lage
Es befindet sich in einer parkartigen Anlage im westlichen Teil von Schwoitsch, auf der Ostseite der von Gröbers in Richtung Osmünde führenden Lindenstraße. 

## Architektur und Geschichte
Das im örtlichen Denkmalverzeichnis als Villa eingetragene Gebäude entstand Ende des 19. Jahrhunderts. Es diente als Altenteil der in Benndorf ansässigen Großbauernfamilie Böker. Zwischenzeitlich befand sich das Gebäude in Gemeindeverwaltung und beherbergte u. a. das Standesamt der ehemaligen Gemeinde Gröbers. Im Jahr 2015 erfolgten Bauarbeiten am Gebäude.